# 黒部市美術館

黒部市美術館（くろべしびじゅつかん、KUROBE CITY ART MUSEUM）は、富山県黒部市堀切にある公立美術館。富山県博物館協会会員。

## 概要
黒部市制施行35周年を記念し、市内の篤志家が行った文化向上のための寄附をもとに、地域文化創造の拠点として黒部市総合公園内に、1993年（平成5年）12月1日完成、1994年（平成6年）4月9日に開館した。鉄筋コンクリート平屋建ての建物内には、広さ230m2、天井高7mのメイン展示室、37m2の展示コーナー、112m2の収蔵庫などがある。総合公園内には黒部市総合体育センターも所在する。
開館後最初の企画展は、黒部市制40周年記念も兼ねた『国立公園協会所蔵 昭和の風景画名作展』であった（1994年4月9月 - 同年5月29日）。
郷土にゆかりのある作家の作品を中心に紹介する場として収蔵・展示を行っており、「親しみやすい美術館」をモットーとしている。また、国内の現代版画作品の収集も行う。美術館からは雄大な立山連峰を望むことができる。

## 収蔵作家
日本版画コレクション
- 池田満寿夫、草間彌生、長谷川潔、畦地梅太郎、小林敬生、吹田文明、織田一磨、深沢幸雄、斎藤清、南桂子、小野忠重、駒井哲郎、浜口陽三、菅井汲、浜田知明、加納光於、萩原英雄、ほか。

## 開館時間および観覧料
開館時間
- 午前9時30分から午後4時30分まで（入館は午後4時まで）

休館日
- 月曜日（祝日・振替休日の場合翌日）、祝日の翌日（祝日・休日を除く）、年末年始

観覧料
- 企画展により変動。中学生以下 無料

## アクセス
- 富山地方鉄道 電鉄黒部駅より、地鉄バス生地行乗車、生地中区藤が丘クリニック前バス停下車徒歩 約10分
- あいの風とやま鉄道 黒部駅よりタクシーで 約7分
- 北陸新幹線 黒部宇奈月温泉駅よりタクシーで 約15分
- 北陸自動車道 黒部ICより車で 約15分

## 周辺
- 黒部市総合公園
  - 黒部市総合体育センター
- 黒部浄化センター
  - アクアパーク
- 道の駅KOKOくろべ
- PLANT黒部店